# コンパレータ
電子工学における コンパレータ (comparator) とは、二つの電圧または電流を比較し、どちらが大きいかで出力が切り替わる素子である。より一般に、二つのデータを比較する装置にも使われる用語である。
次の図のような、モデル的なオペアンプに負帰還をかけていない状態として、コンパレータは説明できる。実用的には、オペアンプの設計においてこのような使われ方は想定されていないのが通常であるため、専用のICを使う。
非反転入力 (V+) の電圧が反転入力 (V−) よりも高ければ、（オペアンプは高利得なので）出力は正の最大電圧に達する。非反転入力 (V+) が反転入力 (V-) よりも低くなれば、出力は負の最大電圧に達する。出力電圧は供給電圧で制限されるので、バランスの取れている正負電源（±VS）がオペアンプに供給されている場合は、次のような動作になる。
Vout = VS sgn(V+ − V−)
ここで sgn(x) は符号関数である。一般的には、正負の供給電圧 VS の絶対値は異なっていることが多い。
Vout <= VS+ when (V+ > V−) else VS− when (V+ < V−).
入力値を同じにするのは、実際には非常に難しい。入力が変化してから出力が変化するまでの速度（オペアンプではスルー・レートと呼ばれる）は、通常は 10ns から 100ns 程度だが、数十μs まで遅くなることもある。
専用の電圧コンパレータチップ、たとえば LM393 は、TTL や CMOS のデジタルロジックに直接接続できるように設計されている。出力は2値で、現実世界の信号をデジタル回路に接続するのにも使われる（A/Dコンバータを参照）。LM393 ではオープンコレクタ出力で実現している。反転入力が高いとき、コンパレータの出力は負電源に接続される。非反転入力が高いときは、出力は浮いている（グランドからはハイ・インピーダンス）。電源に 0 と +5V を供給してプルアップ抵抗を使うと出力は 0 か +5V となり、TTL と接続できる。
Vout <= Vcc when (V+ > V−) else 0.
専用の電圧コンパレータは、汎用オペアンプをコンパレータとして使ったものよりも一般に高速である。また、正確な内部基準電圧や調整可能なヒステリシスなどの機能が付加されていることもある。
現実のコンパレータの入力が絶縁されていないことからわかるように、コンパレータを「差動（バイポーラ）入力とロジック（0/Vcc）出力を持つ素子である」と考えるのは間違っている。これは、電圧の差が出力に影響するだけでなく、それぞれの電圧が電源電圧の範囲を超えてはならないことを意味している（VS− ≤ V+,V− ≤ VS+）。TTL/CMOS 論理出力のコンパレータの場合は、負電圧の入力は許されない（0 ≤ V+,V− ≤ Vcc）。
ノイズの多い信号をしきい値と比較する場合、信号がしきい値をまたぐ時にコンパレータの状態が激しく変化することもある。これが望ましくなければ、シュミットトリガ状の特性を持つようにしたもの、すなわち、入出力にヒステリシスを持たせたヒステリシスコンパレータを構成することにより、きれいな出力信号を得られる。

## 注
1. ↑  https://www.analog.com/jp/analog-dialogue/raqs/raq-issue-11.html

- この記事は w:Federal Standard 1037C(en) に基づく。